# 泰迪熊2
是一部2015年的美国喜剧片，為2012年喜剧片《賤熊30》的续集。由塞思·麦克法兰编剧并执导，马克·沃尔伯格和阿曼達·西耶弗里德主演，其中麦克法兰不僅擔任導演及編劇，更再次親自为Ted配音。故事則是由麦克法兰、蘇爾金，和韋爾斯利·懷特共同編劇。環球影業於2015年6月26日上映。沃尔伯格和麦克法兰再次擔任影片的男主角John Bennet和他的泰迪熊朋友Ted。這裡故事情節提到Ted被有關當局判他為「物」而非「人」後開始為自己爭取公民權利，然而，也因為這樣的判決讓Ted再次受到跟蹤者唐尼的威脅。Ted 2全球票房總收入為2.16億美元。

## 劇情
約翰·班奈特（马克·沃尔伯格飾）在上集《熊麻吉》裏，歷盡苦辛終於拯救了他的寶貝，有生命的泰迪熊「Ted」（塞思·麥克法蘭配音），並娶了相戀多年的羅莉·柯林斯，但是約翰與羅莉最後還是分手了。因為羅莉雖然讓Ted起死回生，但她不願意接受Ted與約翰的深厚友誼，因為已經介入他們的兩人世界。
這一集一開始，約翰已離婚六個月，同時，Ted也與女友譚米琳（Jessica Barth飾）結婚了，但他們的婚姻關係出現裂痕，因此他們想藉由生育小孩，來維繫他們幾近崩壞的婚姻。由於Ted無法生育，約翰同意幫Ted尋找捐精者。他們詢問了Sam J. Jones但是他因精液中精蟲含量太少拒絕了。後來他們嘗試闖入美式足球巨星汤姆·布雷迪的家偷他的精子，卻失敗。最後，約翰同意捐贈他的精子。
其實Ted本來有想過要問約翰是否願意捐精，但是因為約翰的離婚事件讓他猶豫而沒有開口問，但因譚米琳曾長期吸毒，影響了生殖系統，已無法生育，最後夫妻倆決定領養小孩，但是麻省當局在進行Ted背景調查的同時，也衍伸出了Ted在法律上是否為「人」的議題，最後當局最後宣布Ted為「物」而非「人」，Ted沒有人格權，導致他失去了在食品雜貨店的工作（雖然Ted曾信心滿滿的跟客戶連恩尼遜說，自己不會被歸於「物」）。此外，Ted與譚米琳的婚姻也被宣布無效。
約翰建議他們打官司，但是他們阮囊羞澀，市上的大律師不願意收案，最後案件被送到了給新手律師莎曼莎.傑克森（阿曼達·塞佛瑞飾）當作「回饋社會」的案件而不收費。約翰與莎曼莎在準備案件的過程中，因為都是大麻同好者的關係，友誼逐漸升溫。
同時，長期跟監並想誘拐Ted的唐尼（Giovanni Ribisi飾），在紐約的玩具公司孩之寶總部當清潔工，他找了機會說服公司的執行長在法庭抗辯，他表示若讓原本由孩之寶生產的Ted不獲得「人權」，就可以搶奪Ted加以解剖，以瞭解Ted會講話的奧秘，以大量生產「有生命的泰迪熊」，公司自然能大發利市，執行長被成功說服了並聘請王牌律師薛普懷德(John Slattery飾)。
儘管莎曼莎已盡了最大的努力，但法院還是判Ted敗訴。雖然沮喪，但是他們三個人下定決心聯絡一位德高望重的民權律師派翠克·明漢（摩根·費里曼飾），並希望口若懸河的明漢，能接這案件，改變判決。他們驅車前往曼哈頓找明漢律師時，Ted堅持自己要駕駛，卻因為技藝不精，發生車禍，闖進了大麻的種植園。
快樂享受大麻之餘，約翰與莎曼莎發現彼此互有好感，談起了戀愛。隔天，三人去找明漢律師，明漢同情Ted的困境，但還是拒絕接此案件，因為Ted懶散的生活方式，讓明漢覺得，這隻泰迪熊並沒有對人類做出甚麼顯著的貢獻，沒有資格成為一個「人」。Ted在法庭不公正的裁判，再加上看到約翰與莎曼莎如膠似漆，讓Ted希望落空，既生氣又嫉妒便離開了。
惡徒唐尼尾隨著Ted進到了紐約動漫展。進去後，唐尼偽裝成忍者龜的樣子企圖綁架Ted，Ted邊逃跑邊聯絡約翰來救他。約翰與莎曼莎到動漫展便開始尋找Ted，在他們找到Ted時，唐尼正準備切開Ted。在追逐中，唐尼割斷了固定聯邦星艦企業號模型的繩索，使得它擺向Ted，這時，約翰為了拯救Ted，把Ted一把推開，模型就這樣打中約翰，重擊之下，約翰便不省人事了。事後，由於穿著忍者龜裝的唐尼被Ted識破，唐尼被捕。
約翰奇蹟似地甦醒復原，而約翰這樣的感情，也感動了明漢律師，決定願意接手案件，明漢律師舌燦蓮花，在法庭舉出例証，知道Ted是有自覺性的、有複雜情感、且能感知情感，有資格稱為一個「人」，成功地推翻先前的裁決。
出了法庭後，Ted又再次向譚米琳求婚，他們也再次結婚，並領養一個男嬰，採用「Clubberlang」為姓，並取名為「阿波羅·祈利」（兩個名字均源自史泰龍的電影《洛奇》裡的角式），同時約翰與莎曼莎也繼續甜蜜下去。

## 演员
| 演員                        | 角色           |
| 馬克·華伯格                 | 約翰·班奈特    |
| 塞思·麦克法兰動作捕捉和配音 | Ted            |
| 阿曼達·塞佛瑞               | 莎曼莎.傑克森  |
| 摩根·弗里曼                 | 派翠克·梅根    |
| 潔西卡·巴思                 | 譚米琳         |
| 李察·席夫                   | Steve          |
| 派屈克·華博頓               | Guy            |
| 麥可·多恩                   | Rick           |
| 丹尼斯·赫柏特               | 婦產科醫生     |
| 連恩·尼遜                   | 超級市場顧客   |
| 柯蒂斯·史蒂爾斯             | 婚禮歌手       |
| 山姆·J·瓊斯                 | 自己           |
| 約翰·斯拉特里               | Shep Wild      |
| 大衛·赫索霍夫               | 自己           |
| 湯姆·布雷迪                 | 自己           |
| 菲利普·卡斯诺夫             | 種植園主人     |
| 娜娜·维西特                 | Adoption Agent |
| 派崔克·史都華               | 旁白           |

## 選角
馬克·華伯格在本集再次出演自己的角色，塞思·麥克法蘭也繼續為Ted配音，上一集的女主角蜜拉·庫妮絲也因為懷孕不得不退出，這集的女主角是扮演律師的亞曼達·塞佛瑞。

## 市場營銷
上集全球票房大賣的《熊麻吉2》在超級盃推出的廣告亮相，耗費巨資。

## 反响
烂番茄新鲜度45%；Metacritic媒体综评49分，低于前作的62分。相比于前作的良好口碑，本片口碑一般。
北美首周末收获3300万美元列第三位，该成绩不如第一部的5410万。